# Platte (fiume)
Il Platte è un fiume degli Stati Uniti che scorre nello Stato del Nebraska prima di unirsi col fiume Missouri di cui è uno dei principali affluenti occidentali.

## Descrizione
Il fiume ha origine nell'area occidentale dello Stato del Nebraska dalla confluenza del North Platte e del South Platte che scendono dalle Montagne Rocciose. Il fiume scorre prevalentemente verso oriente descrivendo un ampio arco verso sud nel suo corso medio. Dopo aver ricevuto da nord il fiume Loup prosegue verso est per poi piegare verso sud ed infine scorre verso oriente per confluire nel fiume Missouri a sud di Omaha.
Se si considera la lunghezza combinata del Platte e del North Platte il fiume ha una lunghezza complessiva di 1.594 km e copre un bacino di 233.100 km².

## Storia
Il primo europeo che esplorò il fiume fu il francese Étienne de Veniard nel 1714 che lo chiamò Nebraskier. Il nome francese Platte (piatto) si affermò successivamente. Nel 1820 il fiume fu esplorato dalla spedizione del maggiore Stephen Harriman Long. Il fiume ha rivestito un ruolo fondamentale per l'espansione degli europei verso occidente. Dapprima i francesi lo risalirono per il commercio di pellicce poi nel corso dell'Ottocento fu costeggiato dalle carovane di pionieri diretti verso ovest, tra le quali particolarmente famose furono quelle dei Mormoni lungo la pista che da loro prese il nome (Mormon Trail). La ferrovia Union Pacific Railroad fu costruita parallela al corso del fiume e nel Novecento lungo lo stesso percorso fu costruita la Lincoln Highway e l'autostrada Interstate 80.